# Allocasuarina duncanii
Allocasuarina duncanii är en tvåhjärtbladig växtart som beskrevs av Lawrence Alexander Sidney Johnson och D. Morris. Allocasuarina duncanii ingår i släktet Allocasuarina och familjen Casuarinaceae. Inga underarter finns listade i Catalogue of Life.